# Lu Xiangshan
Lu Jiuyuan (chinois: 陸九淵; pinyin: Lù Jiǔyuān), ou Lu Xiangshan (陆象山; Lù Xiàngshān) (1139-1192) est un philosophe néoconfucianiste chinois, un des principaux représentants de l'École de l'Esprit. Contemporain et principal rival de Zhu Xi, il proclame contrairement à ce dernier l'unité de l'esprit, qu'il soit humain ou céleste. Il affirme également l'unité du Principe (Li) et de l'esprit. Il n'y a selon lui qu'un seul principe identifiable à l'esprit du Tao et au Ciel. Influencé par la morale intuitive et innéiste de Mencius associé au spontanéisme taoiste, la pensée de Lu a été vite oubliée après sa mort jusqu'à ce que Wang Yangming commente et réédite ses œuvres. Si son influence fut limitée en Chine à cause de la prédominance de Zhu Xi, elle s'exerça plus librement au Japon à travers la diffusion des œuvres de Wang Yangming.

## Œuvres principales
- (zh) Wen'an gong ji, 12 vol., 1871.